# Joy Henrietta Mensa-Bonsu
Pour les articles homonymes, voir Mensa (homonymie) et Bonsu.
Joy Henrietta Mensa-Bonsu est une professeure de droit ghanéenne et membre du Groupe indépendant des Nations unies sur les opérations de paix,.

## Carrière
Mensa-Bonsu est professeure et maître de conférences en droit à la faculté de droit de l'université du Ghana. Joy Henrietta Mensa-Bonsu a fréquenté la Wesley Girls' Senior High School, l'université du Ghana et l'université Yale, obtenant une maîtrise en droit (LLM) en 1985. Elle est devenue professeure de droit à l'université du Ghana en 2002, et en 2003 a été élue membre de l'Académie ghanéenne des arts et des sciences dont elle est la présidente depuis 2019.
Elle a utilisé les plateformes à sa disposition pour plaider pour la paix afin d'accélérer le développement national. Elle a été conférencière invitée à la deuxième conférence annuelle sur la paix organisée par la section d'Accra Ouest du Rotary Club et de l'Institut pour la gouvernance démocratique (IDEG), où elle a parlé du « besoin de nourrir la paix » sans attendre « que le besoin se fasse sentir que la paix s'en aille ». Elle a prononcé la conférence 2014 de l'Association des anciens de l'Université du Ghana sur le thème «L'architecture de paix et de sécurité de l'Union africaine: un garant de la paix et de la sécurité sur le continent».
En 2017, Mensa-Bonsu n'a pas réussi à se faire élire juge de la Cour pénale internationale (CPI). Elle a été nommée par Nana Addo Danquah Addo, présidente du Ghana, en mai 2020 pour examen en vue de sa nomination à la magistrature de la Cour suprême.

## Vie privée
Mensa-Bonsu est mariée à Kwaku Mensa-Bonsu et ils ont trois filles adultes, cinq petits-enfants, trois fils adoptifs et trois petits-enfants adoptifs.

## Réalisations
Elle est actuellement membre de la commission présidentielle d'enquête sur les violences électorales partielles à Ayawaso West Wuogon.
Elle a occupé plusieurs postes nationaux et internationaux de haut niveau. Elle a siégé au Comité juridique de la Commission nationale du Ghana sur les enfants; a représenté le Ghana à la Réunion intergouvernementale d'experts sur le projet de Charte africaine des droits de l'enfant, a été membre du Comité présidentiel pour l'examen des réformes de l'éducation, de la Commission de réconciliation nationale (en) et du Conseil de police du Ghana.
Elle a également siégé à un certain nombre de conseils et conseils publics, tels que la Ghana Broadcasting Corporation, la New Times Corporation, le Ghana Medical and Dental Council (en), le Methodist University College Council et le Board of Standard Chartered Bank. Elle a servi l'Église méthodiste du Ghana en tant que membre du Comité sur le droit et la politique; et au conseil consultatif de l'évêque président.
Sur la scène internationale, Mensa-Bonsu a été nommée membre de la Communauté économique des États de l'Afrique de l'Ouest (CEDEAO) au sein du Comité consultatif technique international pour la Commission libérienne de vérité et réconciliation, vice-présidente du groupe de travail de la CEDEAO sur l'harmonisation du droit des affaires des États non OHADA, membre du Comité de juristes éminents de l’Organisation de l'unité africaine (OUA) sur l’affaire Lockerbie et du Comité de juristes éminents de l’Union africaine sur l’affaire Hissene Habre. Un fait saillant a été sa nomination en tant que Représentante spéciale adjointe du Secrétaire général des Nations unies pour l'état de droit (DSRSG) à la Mission des Nations unies au Liberia (MINUL) avec le grade de Sous-Secrétaire générale en 2007.
En tant que Représentante spéciale adjointe du Secrétaire général et Chef du Secteur de l'état de droit des Nations unies au Libéria pendant quatre ans, elle a dirigé la Mission de maintien de la paix des Nations unies en tant que chef adjoint et a également dirigé la famille des Nations unies dans les efforts de reconstruction du secteurs d'application de la loi, juridique et judiciaire du Liberia après le conflit. De retour à l'Université du Ghana en 2011, elle a servi de mentor civil à la mission de la CEDEAO pour la composante civile de la Force en attente de la CEDEAO (FSE), également au cours de leadership de mission de haut niveau de l'ONU. Elle a récemment accepté de faire partie du Groupe de référence sur l'examen du projet afin de préparer une «Note d'orientation sur la consolidation de la paix» pour le système des Nations unies.
En tant qu'universitaire, le professeur Mensa-Bonsu a fait de nombreuses recherches et publications sur le droit pénal et la justice pénale, le droit de la famille et les droits des enfants, a été chargée de cours invitée à l'université Queen's de Belfast, la Northwestern University Pritzker School of Law (en), chercheuse invitée à l'université de Leyde aux Pays-Bas et diplomate en résidence 2014 à la School of Public and International Affairs de l'université d'État de la Caroline du Nord.
Elle a reçu un certain nombre de prix universitaires et de récompenses pour services méritoires, dont: le prix MaCallien du meilleur étudiant diplômé de la Volta Hall (1980); Bourse McDougal de l'université Yale (1984); la bourse Fulbright (1991); et la bourse ACU / UNITWIN pour les femmes (1994). Ses prix pour service méritoire comprennent une Citation pour service méritoire des Forces armées du Ghana (2012), un prix pour service méritoire décerné par le Akuafo Hall (en) de l'université du Ghana (2006); un Distinguished Award for Meritorious Service de l'Université du Ghana en 1999 et le Prix d'excellence du président de l'Association internationale des Lions clubs (1998).
Henrietta Mensa-Bonsu et Anne Marie Ofori sont les premières femmes à obtenir la première classe en droit.
Actuellement, elle enseigne le droit pénal, la jurisprudence et la théorie et la pratique de la résolution des conflits à la Faculté de droit de l'université du Ghana et siège à plusieurs conseils d'administration de l'université.